# Michael Levy
Pour les articles homonymes, voir Lévy.
Michael Abraham Levy, baron Levy, né le 11 juillet 1944 à Stoke Newington (borough londonien de Hackney), est un homme politique britannique, membre travailliste de la Chambre des lords et l'un des plus éminents bailleurs de fonds du Parti travailliste et de diverses organisations juives et israéliennes. Il est un ami personnel du leader travailliste et Premier ministre Tony Blair.